# Henry Bell (volley-ball)
Pour les articles homonymes, voir Henry Bell (homonymie) et Bell.
Henry Bell Cisnero est un joueur cubain de volley-ball né le 27 juillet 1982. Il joue au poste de réceptionneur-attaquant.

## Palmarès

### Clubs
Championnat de Turquie:
- 2013

### Équipe nationale
Ligue mondiale:
- 1999
- 2005, 2012

Jeux Panaméricains:
- 2003, 2011

Copa America:
- 2005

Championnat d'Amérique du Nord:
- 2009, 2011

World Grand Champions Cup:
- 2009

Championnat du Monde:
- 2010

### Distinctions individuelles
- 2005: Meilleur attaquant Ligue Mondiale